# Sybille Bammer
Sybille Bammer (* 27. April 1980 in Linz) ist eine ehemalige österreichische Tennisspielerin.

## Karriere
Im Alter von 11 Jahren begann Sybille Bammer mit dem Tennisspielen, ihre Mutter wollte, dass sie mehr Sport treibe. Ab 1997 war sie Profispielerin, zunächst allerdings mit nur mäßigem Erfolg. Mit der Geburt ihrer Tochter Tina im Jahr 2001 sollte sich das ändern. Gleich bei ihrem ersten Auftritt danach, am 27. Januar 2002, gewann sie beim ITF-Turnier in Grenoble ihren ersten Titel, dem weitere acht ITF-Titel folgen sollten.
Ab Herbst 2005 war Jürgen Waber ihr Coach. Bammer konnte sich schließlich unter den Top 30 etablieren. Ihr großes Ziel, ein WTA-Turnier zu gewinnen, setzte sie 2007 in Pattaya in die Tat um. Nach über 17 Jahren war sie die erste, die als Mutter wieder ein WTA-Turnier gewinnen konnte.
Nach ihrem Ausscheiden beim Turnier in Bad Gastein erklärte Bammer am 14. Juli 2011 ihren Rücktritt vom Profisport.
Von 2006 bis 2009 spielte Bammer in der deutschen Tennis-Bundesliga beim Erstligisten TC Rüppurr, 2010 und 2011 wurde sie zweimal Deutsche Mannschaftsmeisterin mit dem TC Vacono Radolfzell. Nach dem Rückzug von Radolfzell wechselte sie 2012 zum Zweitligisten TC Amberg am Schanzl, mit dem sie 2013 in die Bundesliga aufstieg; dort spielt sie auch 2014.

### Saison 2007
Das Jahr bescherte Bammer den großen Durchbruch: Halbfinale in Hobart, Titel in Pattaya, danach Halbfinale beim Tier I-Event (höchste Kategorie nach den Grand-Slam-Turnieren) in Indian Wells. Nachdem sie Ana Ivanović und Tatiana Golovin im Achtel- bzw. Viertelfinale besiegt hatte, musste sie sich der Nummer 4 der Welt, Swetlana Kusnezowa, in einem Match über 2 Stunden und 40 Minuten 7:65, 4:6, 1:6 geschlagen geben.
In Amelia Island, wo sie sich mit beeindruckenden Ergebnissen (in drei Matches gab sie nur 11 Spiele ab) ins Viertelfinale spielte, feierte sie ihre nächsten Erfolge. Sie siegte über die an Nummer 3 gesetzte Daniela Hantuchová aus der Slowakei in 2 Std. 10 Min. mit 2:6, 6:2, 6:2 – es war der dritte Sieg gegen eine Top-20-Spielerin innerhalb weniger Wochen. Im Semifinale verlor sie gegen Nadja Petrowa aus Russland mit 64:7 und 1:6.
In Charleston schied sie zwar im Achtelfinale gegen die mit einer Wildcard angetretene Michaëlla Krajicek (Halbschwester des früheren Wimbledon-Siegers) aus, konnte sich aber auf Platz 25 der Weltrangliste verbessern.
Am Wochenende des 21./22. Aprils spielte sie im Fed Cup. Dort konnte sie erstmals ein Spiel für Österreich gewinnen. Am Samstag gewann sie wie schon in Charleston gegen Alicia Molik, am Sonntag besiegte sie Samantha Stosur in zwei Sätzen.
Die Tier-I-Turniere im Mai in Berlin und Rom bescherten ihr einen Sieg und eine Niederlage. Das Turnier in Straßburg musste sie krankheitsbedingt absagen.
Bei den French Open erreichte sie das Achtelfinale. Mit Siegen über Roberta Vinci, Olha Sawtschuk und Li Na erzielte sie das bislang beste Grand-Slam-Ergebnis ihrer Karriere.
Die Rasensaison verlief eher enttäuschend. In Eastbourne zeigte sie noch ansprechende Leistung gegen Šafářová, das Viertelfinale gegen Petrowa ging in einem spannenden Dreisatzkrimi mit 7:6, 5:7, 4:6 verloren. In Wimbledon verlor sie bereits in Runde zwei gegen die US-Amerikanerin Laura Granville in zwei glatten Sätzen.
Auch die Hartplatzsaison im Vorfeld der US Open verlief nicht zu ihrer Zufriedenheit. Bammer hatte sich entschieden, diesmal nicht an ihrem Heimturnier in Bad Gastein (wo sie an Nummer eins gesetzt gewesen wäre) teilzunehmen, sondern nach Wimbledon im kalifornischen Stanford zu spielen, der ersten Station der US-Open-Series der Damen. Dort erreichte sie ohne Satzverlust das Halbfinale, scheiterte dann aber in drei Sätzen an Sania Mirza. In der Woche darauf schied sie in San Diego nach einem Erstrundensieg über Kateryna Bondarenko gegen Ai Sugiyama, die sie eine Woche zuvor noch in zwei glatten Sätzen bezwungen hatte, aus. Trotzdem konnte sie sich in der Weltrangliste um einen Platz verbessern und als vierte Österreicherin erstmals in den Kreis der weltbesten 20 Tennisspielerinnen vorstoßen. Beim WTA-Turnier in Los Angeles konnte sie sich problemlos ins Achtelfinale spielen, wo sie in zwei Sätzen (2:6, 1:6) gegen Jelena Janković verlor.
In Toronto erreichte sie neuerlich ohne Probleme das Achtelfinale, schied dort allerdings wiederum gegen die Weltranglistendritte Janković (2:6, 3:6) aus.
Die beiden Niederlagen schmerzten auch insofern, als die Chance bestanden hätte, sehr viele Punkte und somit wichtige Plätze in der Weltrangliste gutzumachen, da sie bei den letzten drei Turnieren der US-Open-Series im vergangenen Jahr jeweils in der ersten Runde ausgeschieden war. Doch auch trotz der zwei Achtelfinalniederlagen konnte Bammer ihren Platz unter den 20 Besten festigen.
Beim letzten Turnier vor den US Open in New Haven konnte sie sich nach einem deutlichen Zweisatzerfolg gegen Meghann Shaughnessy (6:4, 6:2) erneut für das Achtelfinale qualifizieren, scheiterte dort aber nach einer klaren Führung (6:1, 3:0 – mit einer Breakchance zum 4:0) noch mit 6:1, 5:7 und 2:6 an Eleni Daniilidou.
Bei den US Open konnte Bammer dann nach Siegen über Tamarine Tanasugarn, Meghann Shaughnessy und Jelena Dementjewa wie schon in Paris ohne Satzverlust das Achtelfinale erreichen. Dort traf sie erneut auf Janković, gegen die sie im direkten Duell mit eins zu fünf Siegen zurücklag. Sie verlor das Match mit 4:6, 6:4, 1:6 und beendete ihre vorläufig beste Saison auf Rang 21 der WTA-Weltrangliste.

### Saison 2008
Bammer begann das Jahr mit den Mondial Australian Women’s Hardcourts in Gold Coast, wo sie als Nummer 7 gesetzt war. Sie unterlag in Runde eins in einem engen Match der späteren Turniersiegerin Li Na mit 4:6, 6:4, 4:6. Danach besiegte sie bei ihrem Auftaktmatch in Sydney erstmals Nadja Petrowa (7:5, 6:3), scheiterte jedoch in Runde zwei an Katarina Srebotnik.
Bammer schlug bei den Australian Open (an #19 gesetzt) in der ersten Runde Tamarine Tanasugarn 6:7, 6:4, 6:2, verlor dann jedoch klar gegen Su-Wei Hsieh (2:6, 0:6). In Antwerpen folgte eine Erstrundenniederlage gegen Jaroslawa Schwedowa.
Bei den Qatar Total Open konnte Bammer mit ihrem Sieg über Swetlana Kusnezowa (#2 der Welt) den größten Erfolg ihrer bisherigen Karriere feiern, den ersten Sieg über eine Top-Ten-Spielerin. Ihren Lauf stoppte dann die spätere Finalistin Wera Swonarewa, der sie mit 6:2, 2:6, 0:6 unterlag. In Dubai erreichte sie die zweite Runde, in der sie gegen Francesca Schiavone verlor.
Bei den Bangalore Open schied Bammer in der zweiten Runde mit einem 6:75 und 2:6 gegen Anastassija Rodionowa aus, nachdem sie im ersten Satz bereits 5:2 geführt hatte.
Bei den Olympischen Spielen in Peking zog sie ins Viertelfinale ein und musste sich Swonarewa mit 3:6, 6:3, 3:6 geschlagen geben.
Auch beim anschließenden Grand-Slam-Turnier der US Open gelang ihr der Vorstoß ins Viertelfinale. Dort leistete sie sich viele unerzwungene Fehler, so dass sie gegen Jelena Jankovic schließlich mit 1:6, 4:6 verlor.
Am Jahresende war sie die Nummer 26 der WTA-Weltrangliste.

### Saison 2009
Aufgrund etlicher Verletzungen und Krankheiten begann die Saison nicht sehr rosig. Als Bammer mit dem Viertelfinaleinzug in Indian Wells in Schuss zu kommen schien, musste sie das Match aufgrund einer Schulterverletzung kampflos aufgeben.
Es dauerte einige Zeit, bis sie auf die Tour zurückkehren konnte. Wegen fehlender Matchpraxis schied sie bei den French Open in Runde zwei und in Wimbledon in der ersten Runde aus.
In Prag gewann sie (an 2 gesetzt) den zweiten WTA-Titel ihrer Karriere. Im Finale bezwang sie die an Nummer 1 gesetzte Francesca Schiavone mit 7:64 und 6:2.
Bammer beendete die Saison auf Position 56 der WTA-Weltrangliste.

### Saison 2010
Ihr größter Erfolg des Jahres war der Einzug ins Halbfinale von Kuala Lumpur, in dem sie gegen Dementjewa in zwei Sätzen den Kürzeren zog.

### Saison 2011
Eigentlich sollte Wimbledon ihr Abschiedsturnier werden, doch nahm sie dann noch am Turnier in Bad Gastein teil – ihr endgültig letzter Auftritt auf der Tour.
Danach bestritt sie noch Meisterschaftsspiele in Österreich und in Deutschland.

## Turniersiege

### Einzel
| Nr. | Datum      | Turnier           | Kategorie         | Belag     | Finalgegnerin       | Ergebnis      |
| --- | ---------- | ----------------- | ----------------- | --------- | ------------------- | ------------- |
| 1.  | 27.01.2002 | Grenoble          | ITF $ 10.000      | Hartplatz | Virginie Pichet     | 6:4, 6:4      |
| 2.  | 02.06.2002 | Mostar            | ITF $ 25.000      | Sand      | Zuzana Kucova       | 2:6, 6:4, 7:5 |
| 3.  | 18.08.2002 | Innsbruck         | ITF $ 25.000      | Sand      | Barbora Strýcová    | 6:2, 6:3      |
| 4.  | 12.10.2003 | Jersey            | ITF $ 25.000      | Hartplatz | Sofia Arvidsson     | 7:61, 6:2     |
| 5.  | 19.10.2003 | Cardiff           | ITF $ 25.000      | Hartplatz | Irina Boulykina     | 6:0, 6:2      |
| 6.  | 02.11.2003 | Nottingham        | ITF $ 25.000      | Hartplatz | Kirsten Flipkens    | 6:4, 3:6, 6:2 |
| 7.  | 21.12.2003 | Valašské Meziříčí | ITF $ 25.000      | Hartplatz | Lucie Šafářová      | 6:4, 6:1      |
| 8.  | 26.06.2005 | Fontanafredda     | ITF $ 25.000      | Sand      | Alice Canepa        | 7:63, 6:2     |
| 9.  | 21.08.2005 | Bronx             | ITF $ 50.000      | Hartplatz | Camille Pin         | 3:6, 6:4, 6:4 |
| 10. | 11.02.2007 | Pattaya           | WTA Tier IV       | Hartplatz | Gisela Dulko        | 7:5, 3:6, 7:5 |
| 11. | 19.07.2009 | Prag              | WTA International | Sand      | Francesca Schiavone | 7:64, 6:2     |

### Doppel
| Nr. | Datum      | Turnier | Belag | Partnerin         | Finalgegnerinnen        | Ergebnis |
| --- | ---------- | ------- | ----- | ----------------- | ----------------------- | -------- |
| 1.  | 05.10.2003 | Porto   | Sand  | Laura Dell’Angelo | I. Gerlova M. Pelletier | 6:3, 7:5 |

## Weitere Erfolge
Semifinalistin (5):
- 2006 – Pattaya – Tier IV, Hartplatz
- 2007 – Hobart – Tier IV, Hartplatz (Sieg im Viertelfinale gegen Serena Williams)
- 2007 – Indian Wells – Tier I, Hartplatz
- 2007 – Amelia Island – Tier II, grüner Sand
- 2007 – Stanford – Tier II, Hartplatz

Viertelfinalistin (9):
- 2005 – Kalkutta – Tier III, Teppich (Halle)
- 2005 – Linz – Tier II, Hartplatz (Halle)
- 2006 – Bangkok – Tier III, Hartplatz
- 2007 – Eastbourne Tier II, Rasen
- 2008 – Doha – Tier I, Hartplatz
- 2008 – Los Angeles – Tier II, Hartplatz
- 2008 – Peking – Olympische Spiele, Hartplatz
- 2008 – US Open – Grand Slam, Hartplatz
- 2009 – Indian Wells – Premier Mandatory, Hartplatz

### Platzierungen zum Saisonschluss
| Saison      | 2010 | 2009 | 2008 | 2007 | 2006 | 2005 | 2004 | 2003 | 2002 | 2001 | 2000 | 1999 | 1998 | 1997 | 1996 | 1995 |
| ----------- | ---- | ---- | ---- | ---- | ---- | ---- | ---- | ---- | ---- | ---- | ---- | ---- | ---- | ---- | ---- | ---- |
| Platzierung | 70   | 55   | 26   | 21   | 53   | 79   | 151  | 170  | 176  | 1090 | 294  | 238  | 245  | 548  | 830  | 843  |

## Abschneiden bei Grand-Slam-Turnieren

### Einzel
| Turnier         | 2003 | 2004 | 2005 | 2006 | 2007 | 2008 | 2009 | 2010 | 2011 | Karriere |
| --------------- | ---- | ---- | ---- | ---- | ---- | ---- | ---- | ---- | ---- | -------- |
| Australian Open | Q1   | Q3   | Q2   | 3    | 1    | 2    | 1    | 2    | 1    | 3        |
| French Open     | Q1   | Q1   | Q1   | 1    | AF   | 1    | 2    | 2    | 1    | AF       |
| Wimbledon       | Q1   | Q1   | Q2   | 3    | 2    | 2    | 1    | 1    | 1    | 3        |
| US Open         | —    | Q3   | 1    | 2    | AF   | VF   | 1    | 2    | —    | VF       |

Zeichenerklärung: S = Turniersieg; F, HF, VF, AF = Einzug ins Finale / Halbfinale / Viertelfinale / Achtelfinale; 1, 2, 3 = Ausscheiden in der 1. / 2. / 3. Hauptrunde; Q1, Q2, Q3 = Ausscheiden in der 1. / 2. / 3. Runde der Qualifikation; n. a. = nicht ausgetragen

### Doppel
| Turnier         | 2006 | 2007 | 2008 | 2009 | 2010 | 2011 | Karriere |
| --------------- | ---- | ---- | ---- | ---- | ---- | ---- | -------- |
| Australian Open | 1    | 1    | 1    | —    | —    | 1    | 1        |
| French Open     | 2    | 1    | 1    | 1    | 1    | —    | 2        |
| Wimbledon       | 1    | 1    | 1    | 1    | —    | —    | 1        |
| US Open         | 1    | 1    | 1    | 1    | —    | —    | 1        |

### Mixed
| Turnier         | 2007 | 2008 | 2009 | Karriere |
| --------------- | ---- | ---- | ---- | -------- |
| Australian Open | —    | —    | —    | —        |
| French Open     | AF   | —    | VF   | VF       |
| Wimbledon       | 2    | —    | 2    | 2        |
| US Open         | 1    | —    | 1    | 1        |